# The Mystery of Time
The Mystery of Time шостий повноформатний альбом проекту Тобіаса Саммета Avantasia, який вийшов 29 березня 2013 року. Це перший альбом Avantasia в записі якого взяв участь Німецький фільм-оркестр Бабельсберга (цей же ж оркестр зіграв на альбомі Edguy Helfire Club). Обкладинку до альбому намалював Родні Метьюз.
The Mystery Of Time зайняв високі позиції в деяких іноземних музичних чартах і навіть вперше дозволив Avantasia з'явитись в американському чарті Billboard.

## Список композицій
Обмежене видання альбому включає інструментальні версії всіх композицій, за виключення двох бонус-треків.
Автор музики і слів Тобіас Саммет. 
| #     | Назва                      | Тривалість |
| ----- | -------------------------- | ---------- |
| 1.    | «Spectres»                 | 6:09       |
| 2.    | «The Watchmakers' Dream»   | 4:14       |
| 3.    | «Black Orchid»             | 6:52       |
| 4.    | «Where Clock Hands Freeze» | 4:35       |
| 5.    | «Sleepwalking»             | 3:52       |
| 6.    | «Savior in the Clockwork»  | 10:40      |
| 7.    | «Invoke the Machine»       | 5:30       |
| 8.    | «What's Left Of Me»        | 5:07       |
| 9.    | «Dweller in a Dream»       | 4:45       |
| 10.   | «The Great Mystery»        | 10:03      |
| 62:00 |                            |            |

## Склад учасників
- Тобіас Саммет — Вокал, Бас-гітара
- Саша Пет — Гітара, Продюсер
- Рассел Гілбрук — Ударні
- Міро — Клавішні

### Запрошені музиканти
- Гітара
  - Брюс Кулік (треки 3, 6, 10)
  - Олівер Хартман (треки 4, 7)
  - Ар'єн Ентоні Люкассен (трек 2)
- Орган
  - Ферді Дорнберг (трек 2)

### Вокалісти
- Джо Лінн Тернер (екс-Rainbow, екс-Yngwie Malmsteen) — (треки 1, 2, 6, 10)
- Міхаель Кіске (екс-Helloween, Place Vendome, Unisonic) (треки 4, 6, 9)
- Біфф Байфорд (Saxon) — (треки 3, 6, 10)
- Ронні Еткінс (Pretty Maids) (трек 7)
- Ерік Мартін (Mr. Big) (трек 9)
- Боб Кетлі (Magnum) (трек 10)
- Клауді Янг (трек 5)

## Charts
| Чарт            | Місце |
| --------------- | ----- |
| Німеччина       | 2     |
| Швейцарія       | 5     |
| Велика Британія | 6     |
| Фінляндія       | 9     |
| Швеція          | 9     |
| США             | 9     |
| Австрія         | 11    |
| Чехія           | 12    |
| Угорщина        | 15    |
| Японія          | 17    |
| Норвегія        | 19    |
| Іспанія         | 29    |
| Франція         | 61    |
| Бельгія         | 70    |
| Данія           | 85    |
| Бельгія         | 97    |